# Töplitsch
Töplitsch je naselje v Občini Belšak v Okraju Beljak-dežela na Koroškem v Avstriji.